# Mark Andrews (catch)
Pour les articles homonymes, voir Mark Andrews et Andrews.
Mark Andrews (né le 25 janvier 1992 à Cardiff, pays de Galles) est un catcheur (lutteur professionnel) gallois. Il travaille actuellement à Impact Wrestling.

## Jeunesse
Andrews se passionne pour le catch après avoir vu WrestleMania 2000. Il réussit à convaincre ses parents à l'inscrire dans une école de catch de la NWA UK Hammerlock à Cardiff alors qu'il va avoir 13 ans,. Il continue ses études et obtient un diplôme de l'université du Sud du pays de Galles en 2013.

## Carrière

### Circuit Indépendant (2006-2015)
Andrews commence sa carrière de catcheur le 24 novembre 2006 à la National Wrestling Alliance Wales sous le nom de Lightning Kid. Il a alors 14 ans et porte un masque et ne lutte pas encore fréquemment.
Il lutte dans diverses fédérations britanniques ainsi qu'aux États-Unis.

### PROGRESS Wrestling (2012–...)
Le 24 novembre 2013, il devient le champion Progress en battant Rampage Brown, mais perd le titre juste après face à Jimmy Havoc.
Le 30 mars 2014, Eddie Dennis et lui remportent les championnats par équipes. Ils les perdent le 25 janvier 2015 face à The Faceless.

### Total Nonstop Action Wrestling (2014-2017)
En octobre 2014, Andrews a participé au TNA British Boot Camp. Après avoir fait la finale de la compétition qu'il a remportée, il gagne un contrat à la TNA.

### Pro Wrestling Guerrilla (2015–2016)
Le 28 août 2015 lors de PWG Battle of Los Angeles 2015, il est battu par Will Ospreay.

### World Wrestling Entertainment (2017-2022)

#### NXT Tag Team Champion avec Flash Morgan et départ (2019-2022)
Le 31 août 2019, Flash Morgan et lui remportent les championnats par équipes de la NXT. Ils les perdent le 4 octobre 2019 face à Gallus (Mark Coffey et Wolfgang).
Le 18 août 2022, il est renvoyé par la WWE.

### Retour à Impact Wrestling (2023-...)
Le 12 mai 2023, Impact Wrestling annonce qu'il fera son retour lors de Under Siege en équipe avec Flash Morgan Webster pour affronter ABC (Ace Austin et Chris Bey) pour les Impact World Tag Team Championship.

## Palmarès
- ATTACK! Pro Wrestling
  - 5 fois Attack! 24/7 Champion
  - 1 fois Attack! Tag Team Trophy Champion avec Nixon Newell
  - Elder Stein Invitational (2011)

- Celtic Wrestling
  - 1 fois C/W Tag Team Champion avec Tommy Dean

- Chikara
  - Rey de Voladores (2015)

- Combat Sports Federation
  - 1 fois CSF All-Nations Heavyweight Champion

- Dragon Pro Wrestling
  - 1 fois All Wales Champion

- Fight! Nation Wrestling
  - 1 fois FNW British Champion
  - FNW British Title Tournament (2016)

- PROGRESS Wrestling
  - 1 fois PROGRESS Champion
  - 1 fois PROGRESS Tag Team Champion avec Eddie Dennis

- Revolution Pro Wrestling
  - 1 fois RevPro Undisputed British Tag Team Champion avec Flash Morgan Webster (actuel)

- Total Nonstop Action Wrestling/Impact Wrestling
  - 1 fois Impact World Tag Team Championship avec Flash Morgan Webster (actuel)
  - Vainqueur du British Boot Camp (2014)

- World Wrestling Entertainment
  - 1 fois NXT UK Tag Team Championship avec Flash Morgan Webster

## Récompenses des magazines
- Pro Wrestling Illustrated

| Année | 2015 | 2016 | 2017 | 2018 | 2019 | 2020  |
| ----- | ---- | ---- | ---- | ---- | ---- | ----- |
| Rang  | 213  | 165  | 167  | 242  | 218  | 🔻256 |